# チェチェン自治州

チェチェン自治州
Нохчийн АО
Чеченская АО

国の標語: Пролетарии всех стран, соединяйтесь!国歌: インターナショナル

チェチェン自治州（チェチェンじちしゅう、ロシア語: Чеченская автономная область, Chechenskaya avtonomnaya oblast'、英語: Chechen Autonomous Region）は、ロシア・ソビエト連邦社会主義共和国の自治州である。現在のチェチェン共和国の位置にあった。山岳自治ソビエト社会主義共和国のチェチェン地区が自治州に昇格し誕生した。1934年にイングーシ自治州と合併し、チェチェン・イングーシ自治州となる。